# Distretto Centro-Occidentale
Il distretto Centro-Occidentale (中西區S, Zhōngxī QūP) è un distretto della municipalità di Tainan, situata a Taiwan.